# 隋炀帝墓 (武功县)
隋炀帝墓是位于陕西省咸阳市武功县武功镇落阳村东北400米处的一处封土式墓葬，是全国四处隋炀帝陵之一。
隋朝大业十四年（618年），隋炀帝死于江都兵变，初葬于江都宫流珠堂，后有迁葬。或说唐朝武德五年（622年），唐高祖李渊令李世民将隋炀帝迁葬于武功县西塬。其墓与其父杨坚的泰陵相望，相距约5公里。清朝学者毕沅担任陕西巡抚期间，在关中地区几乎所有帝王陵墓前都树立了标记墓主人的石碑。此墓亦不例外，在其北边曾树有2米高的石碑，上书“隋炀帝陵”四字。武办县编撰县志时，观点相同。1957年5月31日，陕西省人民委员会以隋炀帝墓之名列为陕西省第二批重点文物保护单位。1970年代之前，该墓封土堆至少有2亩地，后由于村民取土烧砖。到2014年时，只剩一个高约3米的小土堆。1983年，当地树立文物保护碑，上书“隋炀帝陵”四字。
江苏省扬州市在2013年新发现的隋炀帝墓后。陕西师范大学杜文玉教授认为，毕沅可能搞错此墓主人。或推测是隋炀帝的衣冠冢。陕西省考古研究院专家认为，因为没有进行过考古钻探，所以不好确定墓主人是谁。或推测为唐殇帝墓。